# São José da Laje (ort)
São José da Laje är en ort i Brasilien.   Den ligger i kommunen São José da Laje och delstaten Alagoas, i den östra delen av landet, 1 500 km nordost om huvudstaden Brasília. São José da Laje ligger 265 meter över havet och antalet invånare är 12 810.
Terrängen runt São José da Laje är kuperad åt nordväst, men åt sydost är den platt. Närmaste större samhälle är União dos Palmares, 17,2 km söder om São José da Laje.
Omgivningarna runt São José da Laje är en mosaik av jordbruksmark och naturlig växtlighet. Runt São José da Laje är det ganska tätbefolkat, med 70 invånare per kvadratkilometer.